# ژان ویکتور پونسله

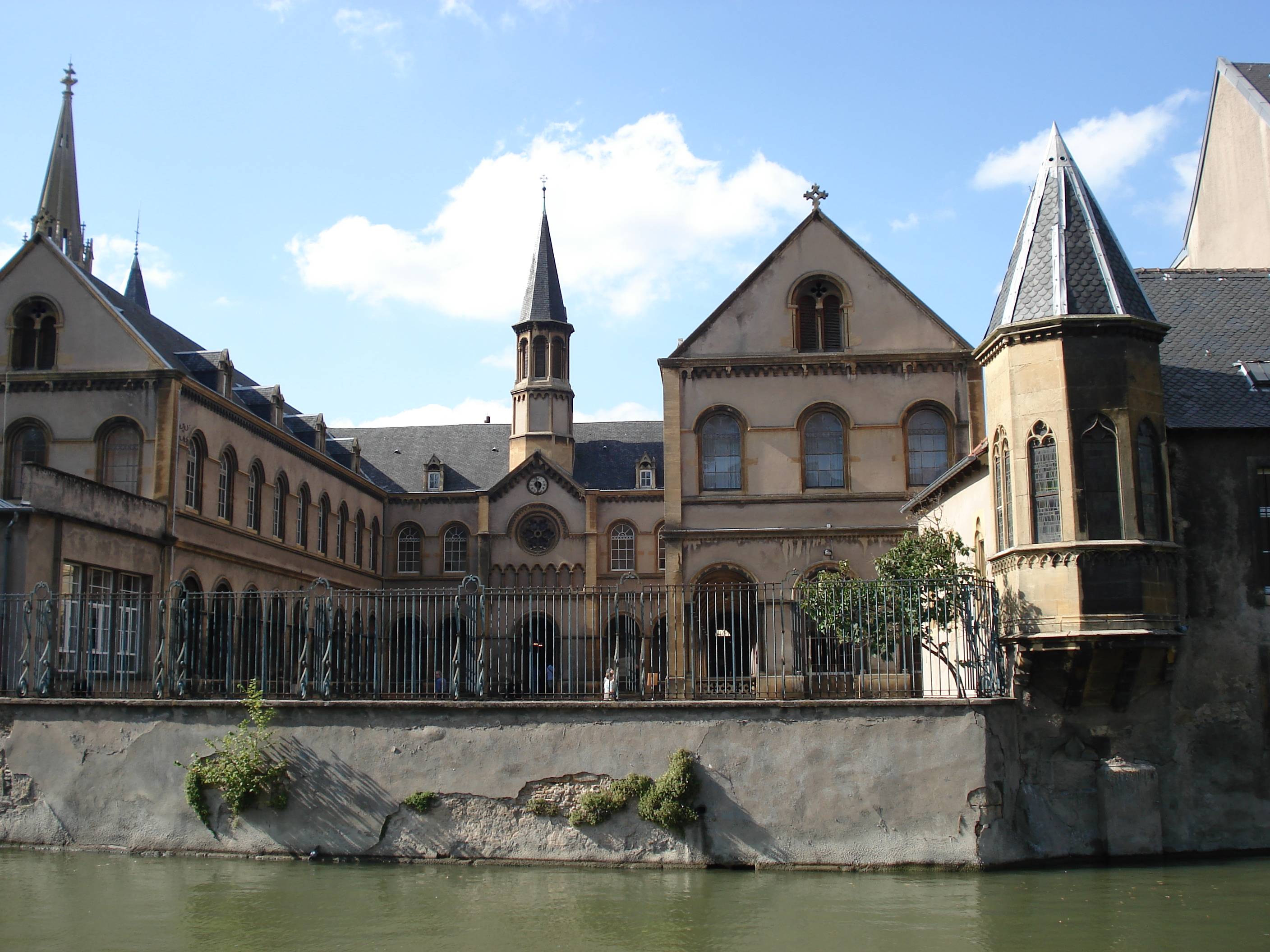
مدرسه ژان ویکتور پونسله در متز

ژان ویکتور پونسله (به فرانسوی: Jean-Victor Poncelet) ریاضیدان، فیزیکدان و مهندس فرانسوی بود.

## زندگی
ژان ویکتور پونسله به عنوان فرزند نامشروعی از فئودالی زمین‌دار و وکیل به نام کلود پونسله و مادری به نام آن ماری پرین در اولِ ماهِ ژوئیهِسالِ ۱۷۸۸ در شهر متز به دنیا آمد. او را پیش از آنکه یکسالش تمام شود به نزد خانواده‌ای بنام اولیه در شهرکی بنام سن-اوول در باختر متز فرستادند. بعدها پدر و مادر او با هم ازدواج کردند. ژان ویکتور تا سن پانزده سالگی نزد خانواده اولیه به‌سر برد و همیشه از این سال‌ها با خوشی یاد می‌کرد. او را بنیادگذار و پدرِ دانشِ هندسه تصویری یا هندسه پروژکتیو می‌دانند.
پونسله تا سالِ ۱۸۱۰ در پلی تکنیکِ پاریس نزدِ استادانی چون گاسپار مونژ، لازار کارنو، شارل بریانشون، آندره ماری آمپر، لوئی پوانسو و دیگران به آموختن پرداخت. در سالِ ۱۸۱۲ هنگامیکه ناپلئون خواستارِ لشکر کشی به روسیه شد پونسله با سمتِ ستوانِ مهندس با لشکرِ ناپلئون همراه شد.
در نبردِ سمولنسک که در آن ۱۳۰۰۰۰ سربازِ روسی به پایداری در برابرِ ۱۷۵۰۰۰ سربازِ فرانسوی برخاسته بودند در حمله‌ای که پونسله در آن در راس ستونی به نیروهای روس هجوم می‌آوردند اسبش هدفِ گلوله قرار گرفت و او بر زمین افتاد. فرانسویها پنداشتند که او به همراهِ سرهنگش که او نیز افتاده ولی کشته شده بود، کشته شده و به همین سبب در میدان رهایش کرده بودند ولی روس‌ها او را یافته و دستگیر کردند تا از او به عنوانِ افسر بازجویی نمایند. اینگونه بود که او در هژده نوامبرِ سالِ ۱۸۱۲ اسیرِ جنگی گردید. فرانسویها این نبرد را که در آن ۵ تیمسارِ ارتشِ اولِ روسیه در آن کشته شدند با پیروزی به پایان رساندند.
باری پونسله را با دیگر بندیان به یک اردوگاه اسرا فرستادند. پس از چندی برایش میسر گشت تا با پایِ پیاده فرار کند و پس از گذشتن از ساراتف Saratov واقع در کنارِ رودِ ولگا به سویِ فرانسه رفت و توانست که سرانجام در سالِ ۱۸۱۴ پس از طیِ مسافتی برابرِ ۱۵۰۰ کیلومتر به فرانسه برسد.
در هنگامِ دورانِ اسارت و بدونِ دسترسی داشتن به هیچگونه کتابی پونسله اساسِ مهم‌ترین اثرش را برنامه‌ریزی و مطالعه کرد.
او از سالِ ۱۸۱۵ دوباره با سمتِ مهندسِ ارتش در دژ متز Metz خدمت می‌کرد و کنارش دبیرِ مکانیک نیز شده بود. متز زادگاه پونسله بود. از سالِ ۱۸۳۵ تا ۱۸۴۸ پروفسورِ رشته مکانیک گردید.
او موفق شد که میزانِ بازدهیِ توربینها و چرخ هایِ آبی را بالا ببرد. بازدهیِ چرخِ آبی را توانسته بود حتی تا میزان ۱۰۰٪ بالا ببرد.
از سالِ ۱۸۳۵ تا ۱۸۴۸ عضوِ کمیسیون مستحکم سازیِ شهرِ پاریس و همزمان با آن استادِ رشته مکانیکِ دانشگاه سوربن شده بود. در این زمان مقام لشکری او تا درجه سرتیپی بالا رفته بود.
در سالِ ۱۸۴۸ در صفِ اول و پیشاپیشِ شاگردانش در انقلابِ فرانسه (با انقلابِ کبیرِ فرانسه اشتباه نشود) شرکت کرد.
از سالِ ۱۸۴۸ تا ۱۸۵۰ ریاستِ پلی تکنیک و فرماندهی گاردِ ملی بخشِ رودخانه سن را به عهده گرفت.
از سال ۱۸۵۰ پونسله بازنشسته شد ولی این مانع از آن نگردید تا کارهایی مانندِ ریاستِ کمیسیون برنامه‌ریزی برایِ نمایشگاه جهانی علم و صنعتِ لندن را به عهده بگیرد.
نامِ پونسله را در لیستِ اسامیِ ۷۲ نفری که با نظر و با عمل در ساختِ برجِ ایفل کمک و همیاری کردند ثبت و بر رویِ برجِ ایفل نصب کرده‌اند. همچنین در فیزیک یک واحدِ اندازه گیریِ توان را بنامِ او کردند.
پونسله در بیست و دوم دسامبرِ سالِ ۱۸۶۷ در شهر پاریس زندگی را بدرود گفت.